# Neelus
Neelus (лат.) — род коллембол из семейства Neelidae. Встречаются повсеместно.

## Этимология и история
Название рода Neelus происходит о др.-греч. слова νεηλυς (незнакомец), а типового вида N. murinus- от слова, означающего «мышь».
В конце XIX века род относился к Щетинохвосткам

## Описание
Размер тела 0,3—1,2 мм. Глаза всегда отсутствуют, усики короче диагонали головы. Антенномеры III и IV раздельные. Тело шаровидной формы. Брюшные сенсорные поля с двумя щетинками.
От близких родов отличается сочетанием следующих признаков. Наличие дермастра — звездообразных элементов интегумента. Лабрум с передним отростком. Антенномеры III и IV раздельные. Тело с 12+12 τ-хетами в форме трихоботрий, 1+1 трубчатой с-хетой (s1) и 3+3 s-хетами (s2, s3 и s3'). Сенсорные поля хорошо развиты со специальными внутренними волосками, sf6 с 2 защитными волосками. Абдоминальный сегмент IV имеет стернум с 1+1 неосминтуроидными хетами. Дистальный суставной отросток манубриума с выпуклой вершиной. Денс без срединного суставного отростка. Унгуис с крупным Bp. Тенакулум (зацепка) с 3+3 зубцами.

## Экология
Виды рода проявляют пристрастие к влажным лесным местообитаниям и пещерам, обживая верхние влажные слои почвы или органический материал, отложенный в пещерах. Например, N. desantisi обнаружен во влажном субтропическом лесу в окрестностях Буэнос-Айреса (лесной заповедник Pereyra Iraola Parque), N. fimbriatus — в подстилке тропического горного леса на высоте около 1900 м, а N. labralisetosus — во мхах и подстилке тропического леса в диапазоне высот 100—1200 м. N. murinus живет в самых разных местах обитания — ботанических садах, пещерах, мхах и папоротниках, почве и подстилке, в Мексике даже на высоте до 2800 м. N. koseli, обнаруженный в трех пещерах восточной Словакии, был собран с помощью ловушек вблизи скоплений гуано, путем сбора древесных обломков и листовой подстилки, отложенных на полу пещеры, и визуального поиска на гнилой древесине. В пещере Велика Клисура N. klisurensis был обнаружен на поверхности водных бассейнов в средней части пещерной системы. Оба новых вида, по-видимому, представляют собой подземные формы с морфологическими признаками, характерными для облигатных пещерных членистоногих. Они являются первыми известными троглобиотическими видами в роде. N. murinus — троглофильный вид, часто встречающийся в европейских пещерах.

## Систематика
Известно около 10 видов. Род Neelus и семейство Neelidae было основано Фолсомом (1896) на основании описания Neelus murinus Folsom, 1896. Massoud (1971) включил род в подотряд Neelipleona рядом с подотрядами Arthropleona и Symphypleona. Бретфельд (1986, 1999) выделил таксон Neelida, который расположился внутри Symphypleona и рассматривал таксоны Neelidae и Neelipleona как его синонимы.
- Neelus cvitanovici V. Papác, M. Lukic & L. Kovác, 2016[9]
- Neelus desantisi Najt, 1971[10]
- Neelus fimbriatus Bretfeld & Trinklein, 2000
  - Neelus fimriatus: V.Papác & J.G.Palacios-Vargas, 2016
- ?Neelus incertoides Mills, 1934 →Megalothorax
- ?Neelus incertus (Boener, 1903) →Megalothorax
- Neelus klisurensis L. Kovác & V. Papác, 2010[4]
- Neelus koseli L. Kovác & V.Papác, 2010[4]
- Neelus labralisetosus Massoud & Vannier, 1967
- Neelus lackovici V. Papác, M. Lukic & L. Kovác, 2016[9]
- Neelus murinus J. W. Folsom, 1896[1]
  - Megalothorax minimus Womersley, 1939
  - Megalothorax murinus f. bolivari Bonet, 1944
  - Neelus minimus Womersley, 1932
- ?Neelus snideri (Bernard, 1975) →Needlides snideri Bernard, 1975

## Распространение
Род Neelus имеет, вероятно, космополитическое распространение. Neelus murinus — единственный широко распространенный вид, географический ареал которого охватывает всю Голарктику, Центральную Америку, острова Зеленого Мыса, Индию, Малайзию и Австралию. Напротив, другие виды Neelus имеют более ограниченный ареал, и все они известны только из типовых местонахождений: Neelus labralisetosus — Соломоновы острова в Тихом океане; N. desantisi и N. fimbriatus — Неотропический регион, Аргентина и Эквадор, соответственно. Виды N. koseli и N. klisurensis обитают в пещерах небольших карстовых районов европейской части Палеарктики, Словакии и Сербии (Косово), соответственно. Два вида (N. cvitanovici, N. lackovici) были описаны из пещер Хорватии.